# International Pharmaceutical Students’ Federation
Mit ihrer Gründung 1949 in London ist die International Pharmaceutical Students’ Federation (IPSF, dt. Internationale Vereinigung der Pharmaziestudierenden) eine der weltweit ältesten, international ehrenamtlich agierende Studentenorganisationen. IPSF ist die größte internationale Interessenvertretung für Pharmaziestudierende mit dem Ziel der Weiterbildung, Vernetzung, Publikationen und Kampagnen. Heute vertritt die Vereinigung über 350.000 Studenten und junge Absolventen aus über 84 Ländern.

## Geschichte
Die Idee zur Gründung kam 1948 von dem damaligen Sekretär der British Pharmaceutical Students’ Association (BPSA, dt. Britischer Verband der Pharmaziestudierenden), Stephen B. Challen während deren 6. Jahreskongresses. Die Vereinigung wurde am 25. August 1949 mit der Annahme und Unterzeichnung der Satzung während der Eröffnungskonferenz in London gegründet. Am selben Tag wurde Sidney J. Relph zum ersten Präsidenten von IPSF gewählt, zusammen mit 4 weiteren Vorstandsmitgliedern. Die 8 Gründungsstaaten sind Österreich, Australien, Dänemark (die auch Finnland, Norwegen und Schweden vertraten), Island, Irland, Niederlande, Schweiz und das Vereinigte Königreich.

## Ziele
1. Aufbau eines dauerhaften Kontakts mit den nationalen Verbänden der Pharmaziestudierenden;
2. Förderung des Ideenaustausches durch internationale Kooperation und Unterstützung der in Erweiterung wissenschaftlicher Kenntnisse und von beruflichen Fachwissen;
3. Förderung von Gründung und Entwicklung von nationalen pharmazeutischen Studentenorganisationen ohne dabei ihren Geltungsbereich zu übertreten;
4. Sammeln von Meinungen und Informationen zum Thema Ausbildung und Erarbeitung von Verbesserungsvorschlägen, mit dem Ziel der Vereinheitlichung der pharmazeutischen Ausbildung weltweit;
5. Ermutigung der Mitgliedsverbände jährlich internationale pharmazeutische Kongresse zu organisieren;
6. Förderung und Unterstützung internationaler Besuche und Austausche von Studierenden;
7. Veröffentlichung des IPSF News Bulletin (dt. Nachrichtenblatt) als Presseorgan;
8. Zusammenarbeit mit anderen internationalen Verbänden auf wissenschaftlicher und kultureller Ebene und im Bildungsbereich

## Struktur

### Mitgliedschaft
IPSF hat sowohl studentische Verbände als auch einzelne Personen als Mitglieder, sogenannte Individual Members (IM).
Verbände mit Vollmitgliedschaft (engl. Full Members, FM) bilden die Mehrheit der Pharmaziestudierenden eines Landes und besitzen Stimmrecht in der Generalversammlung. Außerordentliche Mitglieder (engl. Members in Association, MiA) dürfen sich in Gespräche während der Generalversammlung einbringen, haben aber kein aktives Stimmrecht. Jede Mitgliedsorganisation bestimmt eine Kontaktperson (engl. Contact Person, CP), die das Bindeglied zwischen IPSF und den Mitgliedern des Verbands ist.
Pharmaziestudierende und Graduierte (bis zu vier Jahre nach ihrem Abschluss) können Individual Member werden. Individuelle Mitglieder bekommen regelmäßig Neuigkeiten von IPSF, sind aber nicht berechtigt während der Generalversammlung abzustimmen. Freunde der Vereinigung (engl. Friends of Federation, FoF) sind Unterstützer.

### Generalversammlung
Die Generalversammlung trifft sich einmal im Jahr, um alle Angelegenheiten und Pläne der Vereinigung zu besprechen, Berichte einzusehen und den Vorstand zu wählen.

### Vorstand und Unterkomitees
Der Vorstand besteht aus zehn gewählten Mitgliedern: Präsident, Generalsekretär, Schatzmeister, Vorsitzender für öffentliche Gesundheit, Vorsitzender für Ausbildung, Vorsitzender für berufliche Weiterbildung, Vorsitzender für interne Beziehungen, Vorsitzender für auswärtige Beziehungen, Vorsitzender für Medien und Veröffentlichungen und Vorsitzender des Studentenaustauschprogrammes.
Der Vorstand umfasst auch kooptierte Mitglieder wie den Vorsitzenden des Empfangskomitees des jährlichen Kongresses (engl. Reception Committee) und die Vorsitzende der Regionalbüros. Alle Vorstandsmitglieder arbeiten ehrenamtlich, wobei ein Mitglied des Vorstandes dauerhaft als Permanent Officer in Den Haag arbeitet.
IPSF verfügt über Unterkomitees um die Arbeit des Vorstandes zu unterstützen und zu überwachen. Mitglieder können sich bei der Generalversammlung selbst für die Unterkomitees vorschlagen.

### Regionalbüros (Regional Offices)
Das Regionalbüro ist eine funktionale Erweiterung des Vorstands, dessen Zweck darin besteht, die Ziele des Verbandes auf lokaler Ebene umzusetzen und zu unterstützen. Es wird von Studierenden aus IPSF-Mitgliedsländern einer bestimmten Region geleitet. Diese gewählten Mitglieder bilden so die regionale Arbeitsgruppe.
- Afrikanisches Regionalbüro (African Regional Office, AfRO) – 2008 gegründet
- Asiatisch-pazifisches Regionalbüro (Asia Pacific Regional Office, APRO) – 1999 gegründet
- Regionalbüro der östlichen Mittelmeerregion (Eastern Mediterranean Regional Office, EMRO) – 2008 gegründet
- Panamerikanisches Regionalbüro (Pan American Regional Office, PARO) – 1999 gegründet
- Europäisches Regionalbüro (European Regional Office, EuRO) – 2013

## Jährliche Kongresse
- 1948 – Vorbereitungstreffen, London, Vereinigtes Königreich
- 1949 – 1. Konferenz, London, Vereinigtes Königreich
- 1951 – 2. Konferenz, Kopenhagen, Dänemark
- 1952 – 1. Studienreise, London, Vereinigtes Königreich
- 1953 – 3. Konferenz, Leiden, Niederlande
- 1954 – 2. Studienreise, Frankfurt, Deutschland
- 1955 – 4. Konferenz, Wien, Österreich
- 1956 – 3. Studienreise, Dubrovnik, Jugoslawien
- 1957 – 5. Kongress, Mosney, Irland
- 1958 – 4. Studienreise, Straßburg, Frankreich
- 1959 – 6. Kongress, Noordwijk, Niederlande
- 1960 – 5. Studienreise, Stockholm, Schweden
- 1961 – 7. Kongress, München, Deutschland
- 1962 – 8. Kongress, Barcelona, Spanien
- 1963 – 9. Kongress, London, Vereinigtes Königreich
- 1964 – 10. Kongress, Istanbul, Türkei
- 1965 – 11. Kongress, Bray, Irland
- 1966 – 12. Kongress, Wien, Österreich
- 1967 – 13. Kongress, Madrid, Spanien
- 1968 – 14. Kongress, Scheveningen, Niederlande
- 1969 – 15. Kongress, Istanbul, Türkei
- 1970 – 16. Kongress, Berlin, Deutschland
- 1971 – 17. Kongress, Elsinore, Dänemark
- 1972 – 18. Kongress, Jerusalem, Israel
- 1973 – 19. Kongress, Paris, Frankreich
- 1974 – 20. Kongress, Kapstadt, Südafrika
- 1975 – 21. Kongress, Helsinki, Finnland
- 1976 – 22. Kongress, Wien, Österreich
- 1977 – 23. Kongress, Mexiko-Stadt, Mexiko
- 1978 – 24. Kongress, Edinburgh, Schottland
- 1979 – 25. Kongress, Valletta, Malta
- 1980 – 26. Kongress, Madrid, Spanien
- 1981 – 27. Kongress, Belfast, Nordirland
- 1982 – 28. Kongress, Sigtuna, Schweden
- 1983 – 29. Kongress, Lausanne, Schweiz
- 1984 – 30. Kongress, Alexandria, Ägypten
- 1985 – 31. Kongress, Noordwijk, Niederlande
- 1986 – 32. Kongress, Panama-Stadt, Panama
- 1987 – 33. Kongress, Jerusalem, Israel
- 1988 – 34. Kongress, Nottingham, Vereinigtes Königreich
- 1989 – 35. Kongress, Philadelphia, USA
- 1990 – 36. Kongress, Wien, Österreich
- 1991 – 37. Kongress, Baħar iċ-Ċagħaq, Malta
- 1992 – 38. Kongress, Lissabon, Portugal
- 1993 – 39. Kongress, Kapstadt, Südafrika
- 1994 – 40. Kongress, Tegucigalpa, Honduras
- 1995 – 41. Kongress, Accra, Ghana
- 1996 – 42. Kongress, Hradec Králové, Tschechien
- 1997 – 43. Kongress, Vancouver, Kanada
- 1998 – 44. Kongress, Helsinki, Finnland
- 1999 – 45. Kongress, London, Vereinigtes Königreich
- 2000 – 46. Kongress, San Salvador, El Salvador
- 2001 – 47. Kongress, Kairo, Ägypten
- 2002 – 48. Kongress, Budapest, Ungarn
- 2003 – 49. Kongress, Singapur
- 2004 – 50. Kongress, Halifax, Kanada
- 2005 – 51. Kongress, Bonn, Deutschland
- 2006 – 52. Kongress, Cairns, Australien
- 2007 – 53. Kongress, Taipeh, Taiwan, China
- 2008 – 54. Kongress, Cluj-Napoca, Rumänien
- 2009 – 55. Kongress, Bali, Indonesien
- 2010 – 56. Kongress, Ljubljana, Slowenien
- 2011 – 57. Kongress, Hat Yai, Thailand
- 2012 – 58. Kongress, Hurghada, Ägypten
- 2013 – 59. Kongress, Utrecht, Niederlande
- 2014 – 60. Kongress, Porto, Portugal
- 2015 – 61. Kongress, Hyderabad, Indien
- 2016 – 62nd Congress, Harare, Zimbabwe
- 2017 – 63rd Congress, Taipei, Taiwan
- 2018 – 64th Congress, Mendoza, Argentina
- 2019 - 65th Congress, Kigali, Rwanda
- 2021 - 66th Congress, Seoul, South Korea (Virtual)
- 2022 - 67th Congress, Hurghada, Egypt
- 2023 - 68th Congress, Bali, Indonesia
- 2024 - 69th Congress, Incheon, Korea

## Projekte

### Öffentliche Gesundheit (Public Health)
Aktionen von IPSF finden hauptsächlich in den Bereichen öffentliche Gesundheit, pharmazeutische Ausbildung und berufliche Weiterbildung statt. Das beinhaltet Gesundheitskampagnen, Recherchen von Problemstellungen in der pharmazeutischen Ausbildung, das Student Exchange Programme (dt. Studentenaustauschprogramm), internationale und regionale Kongresse und Organisation von Symposien, sowie die Herausgabe der News Bulletin (dt. Nachrichtenblatt) und das wissenschaftliche Feuilleton Phuture.
Öffentliche Gesundheit ist von weltweiter Relevanz. Daher ist IPSF bestrebt, dass seine Mitgliedsverbände sich an Aktivitäten beteiligen, die sich positiv auf die Gesundheit und die Kenntnisse im Gesundheitsbereich in ihren Heimatländern und -orten auswirken. Die Vereinigung spielt eine aktive Rolle in der Förderung und Umsetzung solcher Aktionen, wobei ihre Arbeit rege durch die Zusammenarbeit mit der WHO unterstützt wird.

### Gesundheitskampagnen (Public Health Campaigns)
Zurzeit unterstützt IPSF vier internationale Gesundheitskampagnen, die in Zusammenarbeit mit der WHO beworben werben. IPSF erleichtert die Verteilung des WHO-Materials an Mitgliedsverbände, um es ihnen zu ermöglichen Aktivitäten der öffentlichen Gesundheit auf nationaler und lokaler Ebene umzusetzen.

### HIV/AIDS-Aufklärungskampagne

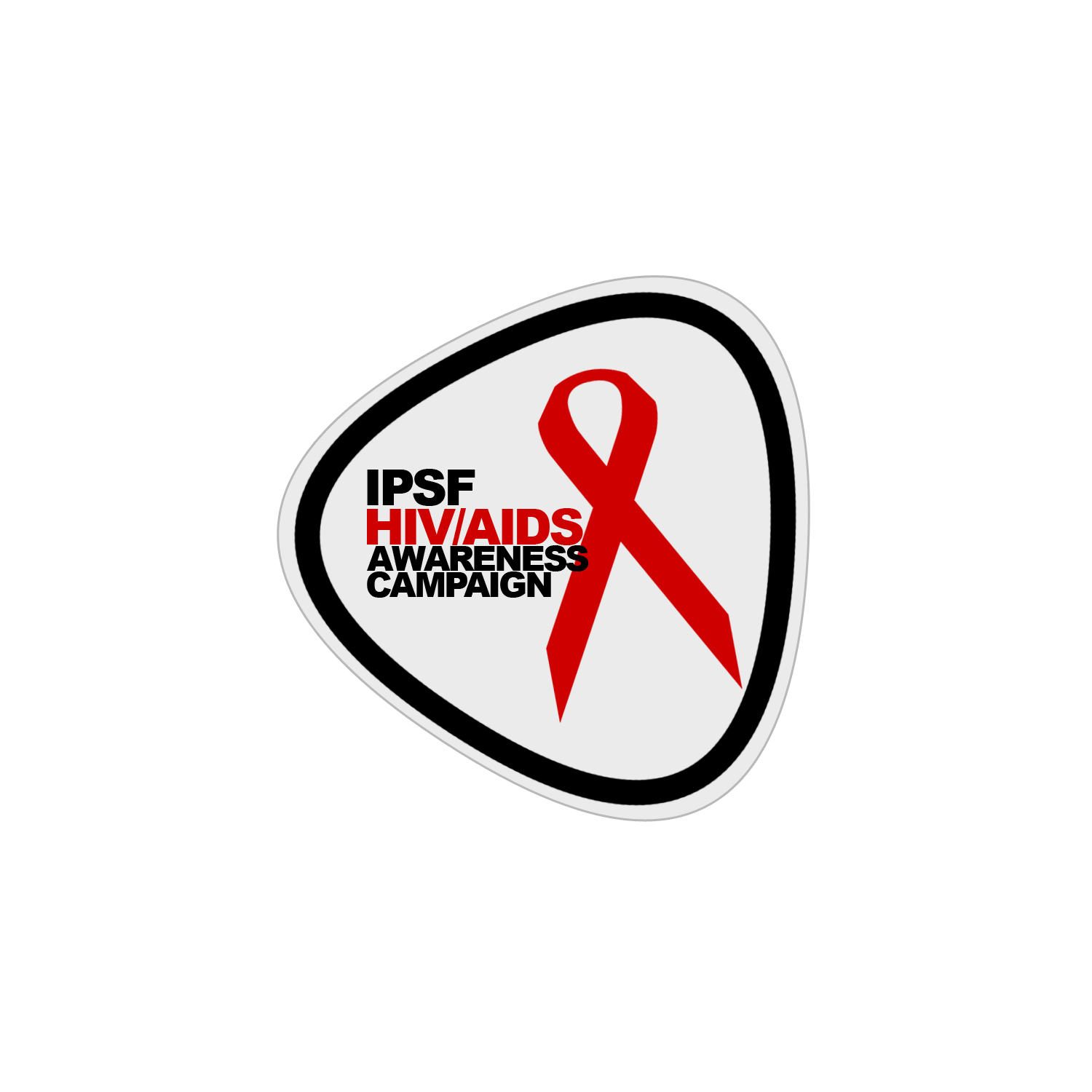
HIV/AIDS Campaign Logo

Die HIV/AIDS-Aufklärungskampagne gehört zu den ältesten Kampagnen von IPSF. Der Inhalt der Kampagne entwickelt sich ständig weiter um den Anforderungen aller Mitgliedsländer nachzukommen.
Ursprünglich lag das Ziel der Kampagne darin, dass Bewusstsein für die Krankheit zu erhöhen und für Prävention zu werben. Heute liegt der Fokus auf der Aufklärung von Gesundheitsberuflern und der Öffentlichkeit im Hinblick auf die Diskriminierung und Stigmatisierung, die im Zusammenhang mit der Krankheit besteht. Der Einsatz für einen universellen Zugang zu antiretroviraler Behandlung ist ebenfalls eine neue Richtung der Kampagne.

### Tabak-Alarm-Kampagne
Diese Kampagne soll über die Gefahren des Rauchens und die tödlichen Folgen des Tabakkonsums aufzuklären. Basierend auf dem WHO Code of Practice on Tobacco Control for Health Professional Organisations (dt. Kodex zur Vorgehensweise für die Eindämmung des Tabakkonsums für Gesundheitsorganisationen) hat IPSF einen Code of Practice on Tobacco Control entwickelt, der die Mitgliedsverbände ermutigen sollen eine aktivere Rolle in der Förderung einer rauchfreien Welt einzunehmen und einen gesunden Lebensstil vorzuleben. Die Tabak-Alarm-Kampagne hat sich zu einer der populärsten Kampagnen IPSFs entwickelt. Viele Kampagnen, die auf ein jüngeres Publikum abzielen (z. B. Schüler), haben zusätzlich dazu beigetragen, dass IPSF Mitglieder üben konnten, Gesundheitsthemen erfolgreich verschiedenen Zielgruppen zu vermitteln und die Initiative zu nutzen, um wirkungsvolle und informative Präsentationen zu erarbeiten.

### Tuberkulosekampagne

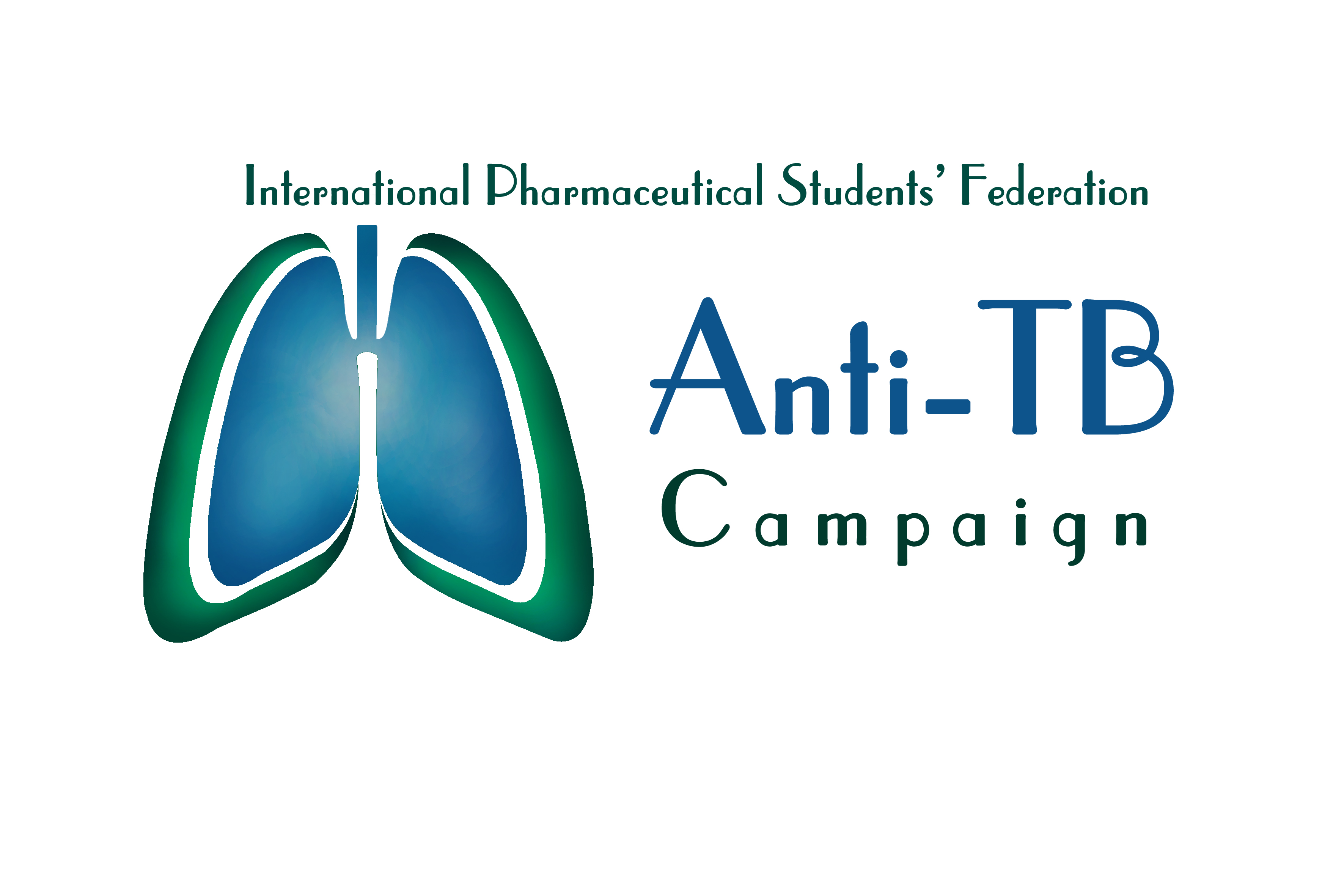
IPSF Anti-TB Campaign Logo

Im Mai 2004 wurde IPSF die erste professionelle Organisation, welche Apotheker oder Pharmaziestudierende vertrat, die beim „WHO Stop TB Partnership“ aufgenommen wurde. Ebenfalls wurde eine gemeinsame Erklärung von IPSF und dem pharmazeutischen Verband des Commonwealth (engl. Commonwealth Pharmaceutical Association, CPA) herausgegeben mit dem Titel Partnerschaften – Schlüssel zur Verbesserung der gesundheitlichen Lage für Tuberkulose / HIV-Patienten. Daraufhin wurde der globale Plan Stop TB 2006–2015: Aktionen fürs Leben – für eine Welt ohne Tuberkulose auf den Weg gebracht. Dieses Bestreben gab IPSF viele Möglichkeiten sich in Diskussionsgruppen und Foren im Zusammenhang mit der Behandlung und Prävention von Tuberkulose (TB) zu beteiligen. TB ist eine Krankheit die viele Länder weltweit betrifft, deshalb werden die Mitglieder ermutigt und unterstützt mit pharmazeutischen oder nicht-pharmazeutischen Einrichtungen in ihrem Land zusammenzuarbeiten, um als interdisziplinäres Team gemeinsam den Plan Stop TB und den Welttuberkulosetag durch Aufklärungsmaßnahmen umzusetzen.
So können Pharmaziestudierende durch die Arbeit ihrer Kollegen geschult werden. Das TB Internetforum für Apotheker und Pharmaziestudierende, www.pharmacistsfighttb.org, wird gemeinschaftlich von IPSF und CPA betreut. IPSF, CPA und der indische Pharmazeutenverband verwirklichten das TB Faktenprojekt, bei dem Apotheker aus Mumbai, Indien eine aktive Rolle in der Vorbeugung und Behandlung von TB einnahmen, indem sie Patienten über die Krankheit aufklärten und intensive Beratungsgespräche führten.

### Gesund Leben und Diabetes-Kampagne
Die Gesund Leben und Diabetes-Kampagne (engl. Healthy Living and Diabetes Campaign) begann im August 2005 und gehört zu den neueren Kampagnen von IPSF. Dabei soll das Bewusstsein für eine gesunde Lebensweise und die Behandlung von Diabetes geschaffen und für eine vorbeugende statt reaktive Gesundheitsförderung geworben werden. Die Ziele beinhalten außerdem Pharmaziestudierenden die Motivation und Übung in interdisziplinärer Zusammenarbeit zu vermitteln, indem Veranstaltungen und Kampagnen geplant werden. Gesunde Lebensführung und Diabetes wird in den kommenden Jahren einen der Schwerpunkte der Vereinigung bilden. Inhaltlich soll das Bewusstsein von Gesundheitsberuflern und der Öffentlichkeit für Vorbeugung und Pflege dieser chronischen Krankheitwecken.

### Weltgesundheitstag

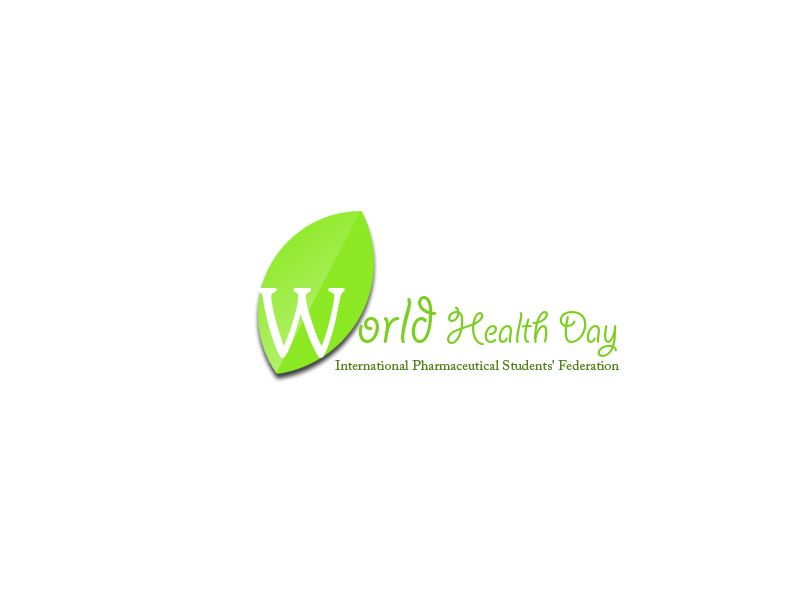
World Health Day Logo

Der Verband unterstützt jedes Jahr den Weltgesundheitstag, wobei immer ein neues Thema bzw. Motto festgelegt wird. Ziel ist es dabei, dieses Gesundheitsproblem ins Bewusstsein der Pharmaziestudierenden und Apotheker zu rücken, wobei eine interdisziplinäre Zusammenarbeit angestrebt wird.

### Kampagne gegen gefälschte Medikamente
Die Kampagne gegen gefälschte Medikamente, die im August 2007 gestartet wurde, ist eine der neusten IPSF Kampagnen. Diese Kampagne ist die Erste gegen gefälschte Medikamente die sich an Studierende im Gesundheitsbereich richtet.
Das Hauptziel des Projektes ist es, das allgemeine Bewusstsein angehender Gesundheitsberufler für die Risiken im Zusammenhang mit gefälschten und minderwertigen Arzneimitteln zu erhöhen.
Gefälschte und minderwertige Medikamente sind ein ernsthaftes und wachsendes Problem der öffentlichen Gesundheit. Gefälschte Arzneimittel sind vorsätzlich und in betrügerischer Absicht hinsichtlich ihrer Identität und/oder Herkunft falsch gekennzeichnet. Der Begriff „Fälschung“ kann sich sowohl auf Markenprodukte als auch auf Generika beziehen, wobei gefälschte Produkte u. a. Produkte sind, welche falschen Inhaltsstoffe haben, keine aktiven Inhaltsstoffe haben, die falsche Menge an aktiven Inhaltsstoffen haben oder deren Verpackung gefälscht ist. Allerdings imitiert das gefälschte Arzneimittel in der Regel das Original, nicht die Generika.
Apotheker, Ärzte, Krankenschwestern und andere medizinische Fachkräfte spielen eine wichtige Rolle bei der Aufklärung der Öffentlichkeit über die Risiken und Gefahren von gefälschten und minderwertigen Arzneimitteln. Die Kampagne zielt darauf ab, das Bewusstsein unter den angehenden Gesundheitsberuflern zu wecken und ihnen Informationen über die Gefahren von gefälschten und minderwertigen Arzneimitteln zu geben.

### Humanitäres
Mehrere IPSF Mitgliedsorganisationen haben bereits einige humanitäre Aktionen organisiert, wie den Vampire Cup (Blutspendetag), das Sammeln von Spielzeug und Bücher für Kinder, Kleidersammlung, Weihnachtsbasar usw. Durch die Unterstützung lokaler Aktivitäten möchte IPSF alle Mitgliedsländer ermutigen ihre Arbeit weiterzuführen. Durch den Austausch von Ideen, dem Entwurf von Materialien für humanitäre Kampagnen und der gegenseitigen Hilfe, kann so jeder Mitgliedsorganisation ermöglicht werden wohltätige Aktionen im eigenen Land durchzuführen.

### Pharmazeutische Ausbildung (und berufliche Weiterbildung)
Der Verband ist bestrebt, Pharmaziestudierenden rund um den Globus Möglichkeiten zu geben ihre Wissensbasis zu erweitern und ermutigt Mitgliedsverbände bei der Verbesserung der Ausbildung aktiv mitzuwirken.

### Moving On Research
Moving On ist eine Reihe von fragebogenbasierten Forschungsprojekten zu den Themen Beruf und Ausbildung. Abgesehen davon, dass relevante Themen in der Ausbildung behandelt werden, ist das Projekt eine Plattform für Pharmaziestudierende zur Verbesserung der Lehre und um sich mit wissenschaftlicher Forschung zu beschäftigen. Die Ergebnisse des Projekts werden in der Fachzeitschrift Pharmacy Education (dt. Pharmazeutische Ausbildung) veröffentlicht.

#### Moving On I – Akademische Mobilität
Bei der Studie wurden internationale Trends im Austausch von Universitätsmitarbeitern und Forschern auf dem Gebiet der pharmazeutischen Wissenschaften ausgewertet sowie Faktoren, die die Mobilität fördern oder hindern. 162 Wissenschaftler aus 24 Ländern nahmen an der Studie 2002–2003 statt.

#### Moving On II – Pharmazeutische Lehrpläne und studentische Lernerfahrungen
Es besteht großes Interesse an der Entwicklung von Standards in der pharmazeutischen Ausbildung, da Gesundheitspolitiker heute mehr Fokus auf Apotheker und Pharmazeuten legen. Lehrplanoptimierung und die Vermittlung des Stoffes sind genauso wichtig wie der Inhalt für ein effektives Lernen. Da die Studenten am meisten von dem System betroffen sind, ist ihre Mitarbeit wichtig für begründete Entscheidungen in der Weiterentwicklung der Bildungspolitik. Daher wird die Lernerfahrung und Qualität der Ausbildung aus der Sicht der Studierenden untersucht, um eine Grundlage für Bildung und Weiterbildung zu entwickeln.
Dieses Projekt ermöglicht einen weltweiten Vergleich der Lernerfahrungen von Pharmaziestudierenden. Es ist die erste Studie, welche internationale Vergleiche im Bereich der pharmazeutischen Ausbildung zieht und bisher die größte ihrer Art. Es wurden auch Daten zu Studentenzahlen, berufliche Ziele und Motivation für das Pharmaziestudium gesammelt.
Das Projekt lief von März 2005 bis Juni 2007 und erhielt über 5000 Antworten aus 25 Ländern. Es gibt Pläne diese Recherche regelmäßig als Langzeitstudie durchzuführen um Veränderungen in der pharmazeutischen Ausbildung verfolgen zu können.

#### Moving On III – Zukünftige Apotheker und die Absicht auszuwandern
Der Braindrain beschreibt die Situation in der hochqualifizierte Arbeitskräfte, insbesondere im Gesundheitswesen, aufgrund besserer Bedingungen und höherer Löhne in reichere Länder abwandern.
Das Projekt stellte in Verbindung mit der UN-Dekade „Bildung für nachhaltige Entwicklung“ 2005–2014 eine gemeinschaftliche Leistung mit der FIP dar. Ziel hierbei war die Faktoren von Ausbildung und Umgebung der Pharmaziestudierenden zu ermitteln, die ihr Migrationsinteresse beeinflussen ebenso wie die Erkennung von Interventionsbereichen. Ein validierter Fragebogen, der auch auf andere Berufe angewandt werden kann, ist in der Entwicklung. Seit dem Beginn der Datenerhebung im April 2006, sind 801 Antworten von Studenten im letzten Studienjahr aus neun Ländern eingegangen.

### Leaders in Training
Als Teil der Zusammenarbeit mit der International Federation of Medical Students’ Associations (IFMSA, dt. Internationale Vereinigung von Verbänden Medizinstudierender) hat IPSF ihre „Trainingskultur“ übernommen und begonnen sie weiterzuentwickeln.
Studenten können Wissen und Fähigkeiten erwerben und vertiefen, die nicht explizit im Lehrplan stehen, aber jetzt schon hilfreich sind für Personen, die sich darüber hinaus engagieren wollen. Für Organisationen ergeben sich kurz- und langfristige Vorteile.
Das Training erfolgt in einer interaktiven Kaskade. Professionelle Trainer geben Workshops in kleinen Gruppen zu einer Vielzahl von Themen wie Führungsstil, Präsentationstechnik, Gruppendynamik, Projektentwicklung usw. Die neu ausgebildeten Trainer planen, geben und evaluieren dann ihre eigenen Trainingseinheiten für IPSF Mitglieder auf internationalen und nationalen Treffen ebenso wie auf lokaler Ebene.

### Veröffentlichungen
Im Jahr 1999 veröffentlichten IPSF und die European Pharmaceutical Students’ Association (EPSA, dt. Verband Europäischer Pharmaziestudierender) gemeinsam das Heft Pharmazeutische Ausbildung: Eine Vision der Zukunft, welches über wesentliche Entwicklungen in der pharmazeutischen Ausbildung von Studierenden weltweit berichtete.
IPSF gibt auch Phuture heraus, ein jährliches wissenschaftliches Feuilleton, das den IPSF News Bulletin begleitet. Jede Ausgabe behandelt ein aktuelles Thema der Pharmazie oder des Gesundheitswesen. Vergangene Themen beinhalteten z. B. gesundes Leben und Altern, Compliance oder interdisziplinäre Zusammenarbeit.

### Patientenberatung und klinische Fertigkeiten
Patientenberatung ist eine der Hauptaufgaben des Apothekers, deshalb ist IPSF der Meinung, dass die Verbesserung der Kommunikationsfähigkeiten und klinisches Wissen in den pharmazeutischen Lehrplan gehören. Patient Counselling Events (PCE, dt. Patientenberatungsevent) und Clinical Skills Events (CSE) werden auf internationaler und lokaler Ebene organisiert, um auf die Apothekerrolle vorzubereiten.
Beim PCE wird ein Beratungsgespräch in einer Apotheke simuliert, der Studierende hat vorher nur eine kurze Einlesezeit um sich über das abzugebende Medikament zu informieren und stellt dann seine Fähigkeiten vor einer Jury unter Beweis. PCEs demonstrieren und fördern die Bedeutung der Kommunikationsfähigkeit in der medikamentösen Therapie und Krankheitsmanagement, die Apotheker-Patienten-Beziehung und die Verbesserung der Compliance. Solche Events unterstützen eine erfolgreiche Kommunikation und Interaktion mit dem Patienten in Form eines Wettbewerbs in lockerer Umgebung.
IPSF hat gemeinsam mit der FIP-Abteilung „Pharmacy Information Section“ ein Booklet für Patientenberatung erarbeitet – Counselling, Concordance, and Communication: Innovative Education for Pharmacists (dt. Beratung, Konkordanz und Kommunikation: Innovative Bildung für Apotheker). Die Broschüre wurde 2005 veröffentlicht und zog viel Aufmerksamkeit auf das Thema. Es wurde Pharmaziestudierenden und Apothekern angeboten um ihre Beratungsfähigkeiten zu verbessern. Es gibt Pläne für die Weiterentwicklung des Handbuches, z. B. die Ergänzung von Leitlinien für pädiatrische Beratung und Aufklärung.
Clinical Skills Events wurden entwickelt um die Kenntnisse im Bereich der klinischen Pharmazie zu testen und zu verbessern. Es werde verschiedene Problemstellungen konzipiert, die in der Therapie auftreten können. Diese müssen Teilnehmer an verschiedenen Stationen lösen.

### Pharmacy Professional Awareness Campaign
Durch die Pharmacy Profession Awareness Campaign (PPAC) versucht die Organisation dem Beruf mehr Transparenz zu geben.
Wissenschaftliche Symposien sind Treffpunkte, bei denen wissenschaftsbasierte Forschung und Themen durch Plenarvorträge und Posterausstellungen vorgestellt werden, während das Bildungsforum aktuelle Themen der pharmazeutischen Ausbildung in Vorträgen und Workshops aufgreift. Diese Veranstaltungen finden während des jährlichen Kongresses statt sowie bei regionalen Treffen.
FIP und IPSF arbeiten zusammen am Studententagprogramm, das jährlich beim FIP-Kongress stattfindet. Das Programm hat immer ein bestimmtes Thema, das auch für Studierende ansprechend ist. Darüber hinaus hält IPSF auch gemeinsame Sitzungen mit einzelnen Abteilungen der FIP ab.

### Student Exchange Programme
(SEP, dt. Studentenaustauschprogramm)
IPSF unterstützt die Mobilität von Pharmaziestudierenden, um diese gut auf die Arbeit in einem dynamischen und globalen Gesundheitssystem vorzubereiten. Der weltweite Austausch von Fachwissen, Ideen, Kompetenzen und Erfahrung ist wichtig für die internationale Entwicklung in pharmazeutischen Berufen.
Seit 1958 bietet das Student Exchange Programme (SEP) den IPSF Mitgliedern die Möglichkeit Ausbildung, Praxis und Forschung außerhalb ihres Heimatlandes kennenzulernen. Zurzeit nehmen ca. 50 Mitgliedsländer am SEP teil und über 700 Austausche finden jedes Jahr statt, mit steigender Tendenz.
Das Ziel des SEP ist es das Verständnis und die Zusammenarbeit unter den Pharmaziestudierenden und anderen Gesundheitsberuflern zu fördern. Es ermöglicht eine einmalige kulturelle Erfahrung und hilft außerdem den Studierenden ihre Kenntnis von pharmazeutischen und sozialen Rahmenbedingungen in anderen Ländern zu erweitern.
Das SEP läuft das ganze Jahr, aber die meisten Austausche finden zwischen Mai und September statt und dauern zwischen ein und drei Monaten. Die Praktikumsplätze können in der öffentlichen Apotheke, Krankenhausapotheke, Industrie oder im akademischen Bereich sein. Jedem Austausch folgt eine Evaluation, die es IPSF erlaubt, das Programm basierend auf den so erhaltenen Feedbacks zu verbessern.
Der Vorsitzende des Student Exchange Programme leitet das Student Exchange Committee (dt. Studentenaustauschkomitee) und koordiniert das Programm über die nationalen Student Exchange Officers (SEO, dt. Beauftragter für Studentenaustausch).

### Praktika
Es werden Praktikumsplätze in Genf angeboten und in Den Haag. IPSF hat Praktikumsplätze für das Stop TB Sekretariat und in der Abteilung für Arzneimittelrichtlinien und Standards der WHO ausgehandelt. Dadurch wird Mitgliedern die Chance gegeben, einen Einblick in den öffentlichen Gesundheitssektor zu bekommen und hier wertvolle Erfahrungen zu sammeln. Während des Praktikums im IPSF Sekretariat werden Mitglieder ausgewählt, die einen Monat in Den Haag verbringen, um den Vorstand bei ihrer Arbeit zu unterstützen.

### Kooperationen
IPSF kooperiert mit der IFMSA, um die Zusammenarbeit zwischen verschiedenen Bereichen des Gesundheitswesen zum Wohle des Patienten zu verstärken.
Im November 2005 wurde das erste World Medical and Pharmacy Students (WorldMaPS) Symposium in Saint John’s Bay auf Malta abgehalten. Die Veranstaltung wurde gemeinschaftlich von IPSF, IFMSA, EPSA und European Medical Students’ Association (EMSA, dt. Europäische Vereinigung der Medizinstudierenden) organisiert. Während dieses bislang größten internationalen Treffens von Pharmazie- und Medizinstudierenden wurde über die zukünftige Zusammenarbeit beider Gesundheitsberufe und unter den Studenten diskutiert. Beim zweiten World Healthcare Students’ Symposium (WorldHSS) in Albufeíra, Portugal wurde auch das International Nursing Student Network (dt. Internationales Netzwerk der Pflegestudierenden) einbezogen.
- 2005 – 1. WHSS – Saint John’s Bay, Malta
- 2007 – 2. WHSS – Albufeíra, Portugal
- 2009 – 3. WHSS – Alexandria, Ägypten
- 2011 – 4. WHSS – Prag, Tschechien

Außerdem wurde im April 2011 während des EPSA Annual Congress ein Memorandum of Understanding zwischen EPSA und IPSF unterzeichnet, das die bisherige Zusammenarbeit festigen soll. Außerdem hält IPSF Kontakt zu ELSA (European Law Students’ Association).

## Partner
Im August 2006 wurde der Vereinigung der sogenannte Roster Consultative Status (dt. Listen-Konsultativstatus) mit dem Wirtschafts- und Sozialrat der Vereinten Nationen eingeräumt. IPSF arbeitet ebenfalls eng mit der International Pharmaceutical Federation (dt. Internationale pharmazeutische Vereinigung) zusammen. Das IPSF-Sekretariat in Den Haag (Niederlande) wird von FIP unterstützt.

### Fachorganisationen
- International Pharmaceutical Federation (FIP)
- Weltgesundheitsorganisation
- Organisation der Vereinten Nationen für Erziehung, Wissenschaft und Kultur (UNESCO) (operational relations)
- Commonwealth Pharmacists’ Association (CPA)

### Studentische Organisationen
- International Federation of Medical Students Associations (IFMSA)
- European Pharmaceutical Students’ Association (European PharmaceuticalFederation)